# Копула

Кумулятивная функция распределения и плотность распределения гауссовой копулы с ρ = 0.4

Ко́пула (лат. copula «соединение, связка») — многомерная функция распределения, определённая на {\displaystyle n}-мерном единичном кубе {\displaystyle [0,\;1]^{n}}, такая, что каждое её частное распределение равномерно на интервале {\displaystyle [0,\;1]}. 
Теорема Склара заключается в следующем: для произвольной двумерной функции распределения {\displaystyle H(x,\;y)} с одномерными маргинальными функциями распределения {\displaystyle F(x)=H(x,\;\infty )} и {\displaystyle G(y)=H(\infty ,\;y)} существует копула, такая что
{\displaystyle H(x,\;y)=C(F(x),\;G(y)),}
где мы отождествляем распределение {\displaystyle C} с его функцией распределения. Копула содержит всю информацию о природе зависимости между двумя случайными величинами, которой нет в маргинальных распределениях, но не содержит информации о маргинальных распределениях. В результате информация о маргиналах и информация о зависимости между ними отделяются копулой друг от друга.
Некоторые свойства копулы имеют вид:
{\displaystyle C(u,\;0)=C(0,\;v)=0,}
{\displaystyle C(u,\;1)=u;\quad C(1,\;v)=v.}

## Границы Фреше—Хёфдинга для копулы
Минимальная копула — нижняя граница для всех копул, только в двумерном случае соответствует строго отрицательной корреляции между случайными величинами:
{\displaystyle W(x,\;y)=\max(0,\;x+y-1).}
Максимальная копула — верхняя граница для всех копул, соответствует строго положительной корреляции между случайными величинами:
{\displaystyle M(x,\;y)=\min(x,\;y).}

## Архимедовы копулы
Одна частная простая форма копулы:
{\displaystyle C(x,\;y)=\Psi ^{-1}(\Psi (x)+\Psi (y)),}
где {\displaystyle \psi } называется функцией-генератором. Такие копулы называются архимедовыми. Любая функция-генератор, которая удовлетворяет приведённым ниже свойствам, служит основой для правильной копулы:
{\displaystyle \Psi (1)=0;\quad \lim _{x\to 0}\Psi (x)=\infty ;\quad \Psi '(x)<0;\quad \Psi ''(x)>0.}
Копула-произведение, также называемая независимой копулой, — это копула, которая не имеет зависимостей между переменными, её функция плотности всегда равна единице.
{\displaystyle \Psi (x)=-\ln(x);\quad C(x,\;y)=xy.}
Копула Клейтона (Clayton):
{\displaystyle \Psi (x)=x^{\theta }-1;\quad \theta \leqslant 0;\quad C(x,\;y)=(x^{\theta }+y^{\theta }-1)^{1/\theta }.}
Для {\displaystyle \theta =0}  в копуле Клейтона, случайные величины статистически независимы.
Подход, основанный на функциях-генераторах, может быть распространён для создания многомерных копул при помощи простого добавления переменных.

## Эмпирическая копула
При анализе данных с неизвестным распределением, можно построить «эмпирическую копулу» путём такой свёртки, чтобы маргинальные распределения получились равномерными. Математически это можно записать так:
{\displaystyle C_{n}\left({\frac {i}{n}},{\frac {j}{n}}\right)={\frac {1}{n}}\cdot } Число пар {\displaystyle (x,y)} таких что {\displaystyle x\leq x_{(i)}{\text{ и }}y\leq y_{(j)}\,,1\leq i\leq n,1\leq j\leq n}
где x(i) —представляет i-ая порядковая статистика x.

## Гауссова копула
Гауссовы копулы широко применяются в финансовой сфере. Для n-мерного случая копула представима в виде:
{\displaystyle C\left[G_{1}(u_{1}),...,G_{n}(u_{n})\right]=\Phi _{n}\left[\Phi ^{-1}(G_{1}(u_{1})),...,\Phi ^{-1}(G_{n}(u_{n}));\rho _{\Phi }\right]},
где:
- {\displaystyle G_{i}(u_{i})} — частные распределения;
- {\displaystyle \Phi _{n}} — n-мерное совместное нормальное распределение с положительно полуопределённой корреляционной матрицей {\displaystyle \rho _{\Phi }} размерностью {\displaystyle n\times n};
- {\displaystyle \Phi ^{-1}} — обратная функция гауссовского распределения.

## Применения

alt = Examples of bivariate copulæ used in finance.

Моделирование зависимостей с помощью копул широко используется применительно к оцениванию финансовых рисков и в страховом анализе — например, для ценообразования обеспеченных долговых обязательств (CDOs). Кроме того, копулы также применялись к другим страховым задачам как гибкий инструмент.